# 13. Luftwaffen-Feld-Division
La 13. Luftwaffen-Feld-Division  (13e division de campagne de la Luftwaffe) a été l'une des principales divisions de la Luftwaffe allemande durant la Seconde Guerre mondiale.
Cette division a été formée le 15 novembre 1942 à Fallingbostel à partir du Flieger-Regiment 13..

Elle est arrivée sur le front de l'Est le 27 décembre 1942.
Comme plusieurs Luftwaffen-Feld-Division le 1er novembre 1943, la Division est prise en charge par la Heer et est renommée 13. Feld-Division (L). 

## Commandement

Drapeau du commandant d'une division aérienne

| Début            | Fin               | Grade           | Nom                  |
| ---------------- | ----------------- | --------------- | -------------------- |
| Novembre 1942    | 25 janvier 1943   | Generalleutnant | Herbert Olbrich (en) |
| 25 janvier 1943  | 1er octobre 1943  | Generalmajor    | Hans Korte           |
| 1er octobre 1943 | 1er novembre 1943 | Generalleutnant | Hellmuth Reymann     |

## Chef d'état-major
| Début | Fin | Grade | Nom |
| ----- | --- | ----- | --- |
| ?     | ?   | ?     | ?   |

## Rattachement
| Mars 1943 - Septembre 1943 :    |  | I. Armeekorps / Armeeoberkommando (AOK) .18 | basé à Volkhov |
| Septembre 1943 - Octobre 1943 : |  | XXXVIII. Armeekorps / AOK .18               | basé à Volkhov |

## Unités subordonnées
- Luftwaffen-Jäger-Regiment 25
- Luftwaffen-Jäger-Regiment 26
- Panzer-Jäger-Abteilung Luftwaffen-Feld-Division 13
- Luftwaffen-Artillerie-Regiment 13
- Luftwaffen-Pionier-Bataillon 13
- Radfahrer-Kompanie Luftwaffen-Feld-Division 13
- Luftnachrichten-Kompanie Luftwaffen-Feld-Division 13
- Kommandeur der Nachschubtruppen Luftwaffen-Feld-Division 13